# 김한율
김한율( 1982년 11월 15일 ~ )은 대한민국의 희극 배우이다. 현재 방송인 행사MC로 활동중이다.
현재 TBN 경남교통방송 차차차 MC
각종 행사MC로 활동중이다
홀덤을 즐기는거 같다